# Azizos
Azizos ou Aziz, na antiga mitologia levantina, é o deus palmirano da Estrela d'alva, a estrela da manhã. Ele é retratado, normalmente, montando um camelo com seu irmão gêmeo Arsu e venerado, em separado, na Síria, como o deus da estrela da manhã, em companhia do deus Monimos.